# Брейвик, Андерс Беринг
А́ндерс Бе́ринг Бре́йвик (норв. Anders Behring Breivik; с июня 2017 года известный под именем Фьотольф Хансен (норв. Fjotolf Hansen); род. 13 февраля 1979, Осло, Норвегия) — норвежский ультраправый неонацист, германский неоязычник, организатор и исполнитель взрыва в центре Осло и нападения на молодёжный лагерь правящей Норвежской рабочей партии 22 июля 2011 года. В результате терактов погибло 77 человек и 151 получил ранения.
Сознался в совершении данных преступлений, однако отказался признать свою вину. 24 августа 2012 года был признан вменяемым, виновным и приговорён к 21 году тюремного заключения в тюрьме Ила с возможностью неограниченного продления срока.

## Биография
Родился 13 февраля 1979 года в Осло в семье дипломата и фермера Йенса Давида Брейвика (норв. Jens David Breivik) и медсестры Венке Беринг (норв. Venke Behring).
Родители развелись в 1981 году, когда ему исполнился год, после чего мать с Андерсом и его сводной сестрой вернулись в Осло, где на западе города жили в богатом районе Скойен (Skoyen). Позже Венке Беринг вышла замуж за майора норвежской армии Туре Толарсена. Мать и отец Брейвика поддерживали Норвежскую рабочую партию — ту самую, против участников молодёжного лагеря которой Андерс и совершил своё деяние. Отец Брейвика, в Интернете узнав о теракте, отрёкся от сына и заявил, что лучше бы тот покончил жизнь самоубийством. Три сестры Андерса были взяты под охрану полицией, и они долгое время скрывались по тайным адресам, чтобы избежать расправы, однако позже им выдали документы с новыми именами и биографиями. Мать Брейвика Венке Брейвик умерла после продолжительной болезни 22 марта 2013 года в возрасте 66 лет.
Учился в начальной школе Smestad, средней школе Ris и старшей школе Hartvig Nissen. Высшее образование получал через Интернет в Норвежской школе менеджмента.
В 1999—2003 годах Брейвик работал в колл-центре телекоммуникационной компании Telia.
В 2005 году сам основал компанию, занимавшуюся организацией обработки и хранения данных, однако в 2008 году она разорилась.
Брейвик приводит собственную биографию и заявляет, что в 1996—1997 годах был продавцом-менеджером в компании ACTA Economical Counselling. Затем в 1997 году перешёл работать в Telia Norway AS, где пробыл до 1999 года. В то же время с 1998 по 1999 годы занимал кресло директора компании Behring & Kerner Marketing DA, которая оказывала телефонные услуги. В 1999—2000 годах, по собственным словам, был ответственным за обслуживание клиентов в компании Enitel. В 2000—2001 годах стал управляющим директором Media Group AS, преимущественно занимавшейся установкой рекламных щитов. С 2001 по 2003 годы был сотрудником банка Bankia Bank ASA. А в 2002—2004 годах стал директором собственного банка — Anders Behring Breivik ENK, который среди прочего занимался, по словам Брейвика, распределением заказов и оказанием услуг, касающихся программного обеспечения. В 2005—2007 годах работал управляющим директором аналогичной корпорации E-Commerce Group AS.
Брейвик не работал в норвежской полиции, был освобождён от призыва на военную службу, будучи признан непригодным.
18 мая 2009 года Брейвик создал предприятие по выращиванию овощей Breivik Geofarm для приобретения удобрений, из которых потом изготовил взрывчатку.

## Политические взгляды
Ещё со второй половины 1990-х годов Брейвик проявлял политическую активность. С 1997 года активно участвовал в деятельности молодёжного крыла Партии прогресса, представлявшей собой крупнейшее правое политическое объединение в Норвегии. В 1999 году вступил в Партию прогресса, где платил членские взносы до 2004 года. В 2003 году он был даже выдвинут в качестве кандидата в городской совет Осло от Партии прогресса, но потерпел поражение. Кроме того, занимал в этой партии и её молодёжном крыле ряд небольших постов местного значения. В молодёжном крыле Партии прогресса Брейвик значился членом до 2007 года.
В начале 2000-х годов в политических взглядах Брейвика произошёл уклон в сторону крайнего радикализма. Себя он считает националистом и заявляет о ненависти к современным мультикультурным системам и к мусульманам, которые, по его мнению, разрушали норвежское общество и, прикрываясь европейскими паспортами, поддерживали террористическую сеть «Аль-Каида». Брейвик заявлял в своём манифесте, что был разочарован в демократических методах борьбы за достижение целей правых ещё в 2000-х годах. Поэтому и поверил в необходимость использовать вооружённые методы борьбы.
Брейвик был членом норвежской масонской ложи «Святой Олаф». В интервью после терактов члены его ложи заявили, что они минимально контактировали с ним. А когда были осведомлены о преступлениях Брейвика, великий мастер норвежского ордена масонов, Ивар А. Скаар, издал указ о немедленном исключении (изгнании) его из ордена. Согласно протоколам ложи, он принял участие в общей сложности в четырёх собраниях своей ложи с момента его посвящения в феврале 2007 года и до момента его исключения. Скаар также заявил, что хотя Брейвик был членом ордена, его действия показывают, что он не понимал и не разделял масонского учения и фактически не был по убеждениям масоном. В манифесте Брейвика говорится, что полученные им три степени масонства он оценивал как «некое культурное наследие». Само же масонство Брейвик критиковал за то, что оно не занимается политикой.

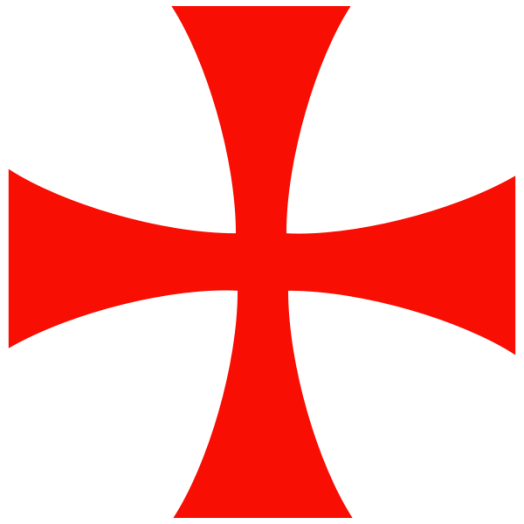
Крест Тамплиеров

По собственному утверждению Брейвика, в 2002 году он вошёл от Норвегии в состав секретной организации «рыцарей-тамплиеров» (лат. Pauperes commilitones Christi Templique Solomonici, PCCTS), выступавшей за «национализм крестоносцев», который противопоставлялся другим националистическим идеологиям, в частности национал-социализму. В организации Брейвик получил тайное имя Сигурд и стал одним из двух «тамплиеров», на которых была возложена обязанность составить «компендиум» сведений, обсуждавшихся на собраниях организации. В 2002—2006 годах Брейвик собирал 300 000 евро, необходимые для издания этого труда. Основная работа, собственно над «компендиумом», велась, согласно Брейвику, в 2006—2008 годах.
Во второй половине 2000-х годов Брейвик принимал заметное участие в интернет-форумах и, среди прочего, часто оставлял свои записи на известном норвежском праворадикальном сайте Document.no и шведском неонацистском интернет-форуме Nordisk. Именно в то же самое время Брейвик общался с членами таких британских радикальных антимусульманских организаций, как «Лига английской обороны» (англ. English Defence League) и «Остановим исламизацию Европы» (англ. Stop the Islamification of Europe).
К 2009 году в протестантских взглядах Брейвика произошёл серьёзный поворот. О протестантской церкви, в которой когда-то добровольно принял крещение, Брейвик стал отзываться резко отрицательно, именуя её «шуткой» и критикуя «священников в джинсах, выступавших в поддержку Палестины, и церкви, выглядевшие как минималистские торговые центры».
В СМИ особо подчёркивается, что он был убеждённым сторонником консервативных взглядов и выражал свой протест против увеличения числа мигрантов.
По данным газеты The Times, в юности Андерс Брейвик не высказывал антииммигрантских идей. Более того, его близким другом был выходец из Пакистана, вместе с которым они расписывали граффити стены домов. Издание также утверждает, что будущий террорист в отрочестве был изгоем и имел прозвище Mord (Убийство).
По свидетельству отца Андерса Брейвика, его сын до 16 лет политикой не интересовался. В 16-летнем возрасте, однако, он вступил в молодёжное крыло праволиберальной Партии прогресса, которая в настоящее время выступает за ограничение внешней иммиграции.
Главной мишенью критики он избрал мультикультурализм. Норвежская полиция утверждает, что Брейвик не состоял в неонацистских организациях и не входил в круг радикалов, за которыми полиция ведёт наблюдение. По его словам, он любил читать Иммануила Канта и Адама Смита, а из политиков чтил таких борцов с нацизмом, как Черчилль и норвежский партизан Макс Манус, из современников выделял Владимира Путина и Папу Римского Бенедикта XVI, говорил, что хотел бы познакомиться с ними.
Свои идеологические воззрения Брейвик опубликовал непосредственно перед терактом, выложив в Интернет манифест, состоящий из полутора тысяч страниц, и видеоролик, на котором манифест изложен в виде кратких тезисов.
В частности, по мнению Андерса Брейвика, мультикультурность представляет собой «большую ложь». Эмансипация вызывает у него недовольство, а гомосексуальность — осуждение. Также он придерживается мнения, что женщинам лучше сидеть дома и что в религиозной среде Европы развивается декадентство.

Нельзя не заметить, что, по сути, мы имеем дело с зеркальным отображением исламского террориста — человека, направляемого точно такой же, только противоположной идеологической манией.— Борис Джонсон, мэр Лондона

### Декларация независимости Европы
Накануне теракта Брейвик выложил 12-минутный видеоролик «2083-Декларация независимости Европы» (англ. 2083-A European Declaration of Independence). Он был удалён с видеопортала, но был скопирован другими пользователями. Ролик состоит из 4 частей:
- Подъём культурного марксизма;
- Исламская колонизация;
- Надежда;
- Новое Начало.

Феномен культурного марксизма он отсчитывает с 1968 года, когда пролетариат был отождествлён с народами стран Третьего мира. По мысли Брейвика мультикультурализм состоит из трёх компонентов: марксизм, суицидальный гуманизм и глобальный капитализм. Для характеристики современной Европы он использует слова: EUSSR или Eurabia.
Он напоминает о судьбах Косово и Ливана, где христианское большинство превратилось в меньшинство. В части «Надежда» он восхваляет защитников Европы, среди которых, помимо западноевропейских средневековых королей, перечисляет Влада Цепеша и Николая I. В конце он призывает европейцев к изоляционизму и христианским средневековым рыцарским ценностям, к новому крестовому походу.
Ролику соответствует 1518-страничный манифест под названием «2083: A European Declaration of Independence». В нём Брейвик рассуждает об исламизации Европы, даёт свою оценку историческим и современным личностям и событиям, объясняет причины, толкнувшие его на совершение терактов, а также рассказывает о подготовке к ним. Число «2083» в названии означает 2083 год, четырёхсотлетнюю годовщину Венской битвы, предотвратившей проникновение мусульман в Европу. По мнению Брейвика, «11 сентября 2083 года третья волна джихада будет отброшена, а культурмарксистская гегемония в Европе рассыплется в руины. Ровно через 400 лет после победы в Вене в 1683 году Европой снова станут править патриоты». В манифесте цитируются Мао, Макиавелли и подрывник-одиночка Теодор Качинский. Манифест он разослал более чем 1000 адресатам в разных странах Европы.

## Психологический портрет
Соседи Брейвика, опрошенные полицией и журналистами после 22 июля 2011 года, описывают террориста как спокойного, уравновешенного и вежливого, хотя и замкнутого человека. Занимался спортом, являлся членом стрелкового клуба, танцевал хип-хоп. Saga, шведская певица, придерживающаяся белых националистических взглядов, — любимая исполнительница Брейвика.
В своём манифесте Брейвик утверждает, что избегал связей с женщинами, опасаясь, что они отвлекут от осуществления его плана. Тем не менее перед терактом он намеревался потратить 2000 евро на девушку-модель из эскорта, чтобы «снять напряжение».

## Теракты
Брейвик совершил два террористических акта в один день 22 июля 2011 года — сначала в Осло (возле комплекса правительственных зданий на улице Grubbegata) и затем на острове Утёйа.
Установлено, что теракт в Осло был организован при помощи начинённого взрывчаткой припаркованного арендованного микроавтобуса «Фольксваген». При парковке Брейвик был одет в форму полицейского, чем и усыпил бдительность охраны. В качестве взрывчатки использовалась АСДТ — смесь аммиачной селитры и дизельного топлива в количестве 500 кг. Ранее Брейвик купил его в количестве 6000 кг, однако это не вызвало подозрения у полиции, так как Брейвик владел фермерским хозяйством.
Затем он направился на остров Утёйа. На паромной переправе предъявил поддельное удостоверение, назвался агентом секретной службы и мотивировал своё появление на острове необходимостью проведения инструктажа по технике безопасности в связи со взрывом в Осло.

Собрав отдыхающих на острове, Брейвик в 17:00 по местному времени начал расстреливать толпу. Стрельба продолжалась 1,5 часа, после чего около 18:35 он без сопротивления сдался подоспевшему отряду полиции. По сообщениям СМИ, в момент совершения убийств Брейвик был одет в форму полицейского и вооружён пистолетом Glock-34 и карабином Ruger Mini-14, к которому он приобрёл магазины повышенной ёмкости. Покупку карабина Брейвик объяснил желанием поохотиться на оленей:

В качестве цели использования в заявлении я указал «охота на оленей», хотя и очень хотелось написать правду — «казнь культурных марксистов и мультикультуралистских предателей категории А и Б», просто чтобы посмотреть реакцию.
В качестве зарядов он использовал патроны с экспансивными пулями, имеющими повышенную поражающую способность мягких тканей. Факт приобретения оружия и зарядов был известен службе безопасности Норвегии, однако не вызвал у неё тревогу.
Жертвами двойного теракта стали 77 человек.

## Следствие и суд
Брейвик признался в убийствах, но отказался считать их преступлением. Он назвал свои действия «ужасными, но необходимыми». Брейвик заявил, что теракты были «предупреждением для государственных изменников»:

Я представляю норвежское сопротивление. Через 10 лет этнические норвежцы будут составлять меньшинство жителей Осло. Мы не собираемся сидеть и смотреть на это сложа руки.
Первоначальной психиатрической экспертизой 29 ноября 2011 был признан невменяемым. Ему был поставлен диагноз параноидной шизофрении.
10 апреля 2012 года судебно-психиатрическая комиссия, повторно обследовавшая Андерса Брейвика, представила в окружной суд Осло доклад, содержащий вывод о том, что Брейвик вменяем и может нести уголовную ответственность. Его состояние было расценено как проявление нарциссического расстройства личности в сочетании с патологическим фантазированием (патологической ложью), которое не освобождает от уголовной ответственности.

16 апреля Брейвик предстал перед судом. Норвежец поприветствовал единомышленников, вскинув правую руку со сжатым кулаком. Когда Брейвику предоставили слово, он, в частности, заявил:

Я не признаю норвежские суды. Они получили свою власть от партий, которые придерживаются политики мультикультурализма.
17 апреля Брейвик выступил в суде с заготовленной речью, в которой ещё раз изложил свои политические взгляды.
23 апреля подсудимый заявил, что ему жаль погибшего при взрыве в Осло бизнесмена Кая Хауге, и принёс соболезнования его родственникам, присутствовавшим в зале суда.
26 апреля более 40 000 норвежцев собрались на площади Юнгсторгет в Осло у здания, где шёл процесс над Брейвиком, и на площадях других городов страны, чтобы спеть песню «Barn av regnbuen» («Дети радуги») (перевод песни Пита Сигера My Rainbow Race на норвежском языке, автором которого является норвежский бард Лиллебьёрн Нильсен). Сам Нильсен руководил хором на Юнгсторгет, а толпа подпевала ему, размахивая розами. Идея этой акции зародилась в соцсети после того, как на суде Брейвик заявил, что в норвежских школах неправильно учат детей, в том числе заставляют их петь песню «Дети радуги». По его мнению, эта песня является примером «марксистского промывания мозгов».
11 мая один из участников заседания, 20-летний Мустафа Касым, уроженец Ирака, с криком «Ты убил моего брата, отправляйся в ад» швырнул в сторону Брейвика ботинок, однако тот попал в адвоката обвиняемого. Нападавшего удалили из зала под аплодисменты других участников процесса. Судья немедленно объявила перерыв. Когда террориста вновь ввели в зал суда, он сказал следующее: «Если есть ещё кто-то, кто хочет швырнуть в меня ботинком, делайте это, когда я вхожу или выхожу. Не нужно бросаться в моего адвоката».
24 мая Брейвик пообещал признать и не обжаловать приговор суда в том случае, если его признают вменяемым. «Нет ни одной причины, по которой я бы стал подавать апелляцию, если меня объявят уголовно ответственным за совершённое», — сказал Брейвик.
21 июня сторона обвинения попросила суд признать Андерса Брейвика невменяемым и отправить на принудительное лечение в психиатрическую клинику. По мнению прокурора Свейна Холдена, действия и заявления подсудимого свидетельствуют о его явном психическом нездоровье.
22 июня адвокат террориста Геир Липпестад попросил суд признать его клиента вменяемым, с тем чтобы он смог понести ответственность за свои деяния. По словам юриста, которые приводит Aftenposten, признание террориста сумасшедшим станет нарушением его прав.
13 августа ряд норвежских политиков как либерального, так и консервативного толка получили копии письма с угрозами, подписанные «Орденом Храма». В письме содержится требование оправдать и освободить Андерса Брейвика. Авторы письма называют себя участниками той же организации, в которую якобы входит Брейвик, объявляя его своим «командиром». По словам авторов письма, действия Брейвика должны быть признаны необходимыми для блага Норвегии. В противном случае «тамплиеры» грозятся уничтожить норвежскую правящую верхушку.
23 августа норвежская тюрьма Ила опубликовала фотографии камеры, в которой будет отбывать наказание Андерс Брейвик. Для его содержания было специально переоборудовано одно крыло тюрьмы, во дворе которого он может дышать свежим воздухом. В распоряжении заключённого три комнаты: спальня, комната для физических упражнений и кабинет. У него нет доступа в Интернет, но ему предоставлена офлайновая версия «Википедии». Вся мебель в камерах Брейвика прикреплена к полу, чтобы он не мог использовать её в качестве оружия.
24 августа суд признал «норвежского стрелка» Андерса Брейвика вменяемым, виновным в смерти 77 человек в 2011 году и приговорил к максимальному сроку тюремного заключения (21 год) с возможным продлением срока ещё на пять лет, если он будет признан опасным для общества, количество продлений срока не ограничено.
Брейвик отказался от обжалования приговора, заявив, что это бы легитимизировало суд.

### Жизнь в тюрьме
Брейвик содержится в одиночной камере площадью 24 квадратных метра, состоящей из трёх комнат: спальни, кабинета и спортзала. Он имеет возможность вести переписку, прогуливаться во внутреннем дворике под надзором охраны. 9 ноября 2012 года он направил сотрудникам норвежской службы исполнения наказаний 27-страничное письмо, в котором пожаловался на тюремную жизнь. Брейвику не нравится отношение охраны тюрьмы, резиновая ручка, которая натирает руку при долгом использовании, принуждение бриться и чистить зубы под присмотром охраны. Брейвик отмечал, что ему приносят холодную еду и масло, которое, по его словам, «невозможно намазать на хлеб». В целом Брейвик назвал условия содержания в тюрьме «садистскими». В частности, ему было запрещено присутствовать на похоронах матери, умершей от болезни. Решение было мотивировано тем, что Брейвик ещё не отбыл достаточного срока.
19 ноября 2012 года Брейвик направил письмо поддержки немецкой неонацистке Беате Чепе, арестованной немецкой полицией в середине ноября 2011 года по подозрению в соучастии в совершении 11 убийств иммигрантов, большинство из которых были выходцами из Турции. В письме Брейвик убеждал Чепе обнародовать свои политические мотивы. По его словам, «когда станет очевидно, что она является воинствующей националисткой, она станет храброй героиней националистического сопротивления, которая сделала всё и пожертвовала всем, чтобы остановить мультикультурализм и исламизацию Германии». Брейвик называл себя и Чепе «мучениками консервативной революции».
31 января 2013 года Андерс Брейвик направил письмо адвокату, в котором заявил, что администрация оказывала на него давление, чтобы таким образом довести его до самоубийства. В частности, Брейвик жаловался на то, что уже в течение полутора лет находился в полной изоляции от остальных заключённых, а также регулярно подвергался процедурам личного досмотра и не имел возможности дышать свежим воздухом. Помимо этого, сообщил адвокат, Брейвика не устраивало то, что ему запрещено вести с кем-либо разговоры на тему идеологии, что его подзащитный рассматривал как нарушение свободы слова.
10 мая 2013 года находясь в тюрьме, Брейвик подал заявку на регистрацию ассоциации под названием «Фашистская партия Норвегии и Северная лига». Однако власти отказали ему в этом. По их словам, заявка Брейвика была подана неправильно. Так, для создания ассоциации нужно не менее двух человек, тогда как Брейвик подавал заявку только от своего лица. Кроме того, Брейвик не приложил к заявке некоторые необходимые документы. Адвокат Брейвика Торд Йордет сообщил, что его клиент был намерен подать заявку повторно.
30 июля 2013 года Брейвик подал документы в Университет Осло, собираясь поступить на заочное отделение факультета политологии. Начальник тюрьмы, где Брейвик отбывает наказание, заявил, что поддерживает его тягу к знаниям, поскольку после освобождения образованному преступнику будет намного проще найти работу и вернуться к нормальной жизни. 6 августа Брейвик получил уведомление об отказе принять его документы. Как пояснили в самом университете, его руководство на тот момент пришло к выводу, что Брейвик «недостаточно подготовлен» для начала обучения на факультете политологии, по мнению руководства университета, ему предстояло углубить свои знания по ряду предметов, после чего он смог бы повторить попытку.
30 января 2014 года Брейвик отправил письмо российскому телеканалу РЕН-ТВ, в котором он пожаловался на условия содержания в тюрьме. В частности, он жаловался на то, что ему запрещают общаться с другими заключёнными, в том числе и с националистами, такими же, как он сам. Кроме того, Брейвика не устраивало, что ему запрещали учиться, поскольку тюрьма не собирается платить за его учебники. Также у него не было постоянного доступа в душ и на свежий воздух. Брейвик писал, что в тюрьме Ила, где он содержится, должны были построить для него новое крыло, на которое выделили 25 млн крон, но это не сделано. Кроме того, он пожаловался, что ему не разрешали создать свою политическую партию, чтобы он мог выставить свою кандидатуру на выборах. Также преступник признался, что его часто посещали мысли о самоубийстве, но себя он убить не может, поскольку ему не позволяет религия.
14 февраля 2014 года, на следующий день после своего 35-летия, Брейвик составил новый список требований к администрации тюрьмы и властям, в котором потребовал консоль PlayStation 3 вместо PlayStation 2 и «доступ к играм для взрослых», которые он мог бы выбирать сам, также в список вошли новый персональный компьютер и повышение еженедельного содержания с 50 до 100 евро. В конце письма Брейвик пригрозил, что если все его требования не будут выполнены, он перестанет принимать пищу до тех пор, «пока с ним не перестанут обращаться как с животным».
16 сентября 2014 года Брейвик отправил отцу письмо, в котором согласился общаться с ним только в случае, если тот станет фашистом. В письме, выдержанном в агрессивном тоне, Андерс Брейвик называл своего отца Йенса «трусом и слабаком». Кроме того, Брейвик-младший написал, что ему стыдно, что его родственники не принадлежали к партии «Национальное единение» Видкуна Квислинга, которая сотрудничала с нацистской Германией во время оккупации Норвегии в годы Второй мировой войны.
11 февраля 2015 года Андерс Брейвик подал в суд на правительство Норвегии и потребовал перевести его в общую камеру, так как, по его мнению, содержание в одиночной камере противоречит Европейской конвенции по правам человека.
17 июля 2015 года Андерс Брейвик был зачислен в Университет Осло для изучения политических наук в онлайн-форме. Ректор Петтер Оттерсен заявил, что все норвежские заключённые имеют право получить высшее образование в Норвегии, если они пройдут вступительные испытания.
2 марта 2016 года Генеральная прокуратура Норвегии обнародовала заявление Андреса Брейвика о том, что он подал иск на правительство Норвегии в ЕСПЧ по причине «бесчеловечных условий» тюрьмы в Норвегии. Брейвик утверждал, что условия содержания в тюрьме являются «бесчеловечными» и «унизительными», а также противоречат Европейской конвенции о защите прав человека и основных свобод. В частности, Брейвик жаловался на то, что ему приносят холодный кофе и еду, разогретую в микроволновке, а также на изоляцию его от остальных заключённых. 15 марта 2016 состоялось заседание суда по рассмотрению дела об условиях содержания в тюрьме. Преступник вскинул руку в нацистском приветствии в зале суда сразу после того, как полицейские сняли с него наручники.
20 апреля 2016 года суд в Осло частично удовлетворил иск Брейвика по поводу условий в тюрьме и постановил, что правительство должно компенсировать все его расходы на адвокатов — 330 000 крон (около 40 000 долларов США).
В марте 2017 года Апелляционный суд принял сторону Минюста Норвегии, признав, что условия, в которых содержится Брейвик в тюрьме, не нарушают прав заключённого. В июне 2017 года Верховный суд Норвегии отказался рассматривать апелляцию Брейвика. Адвокаты Брейвика намеревались обжаловать это решение в Европейском суде по правам человека.

В 2018 году благодаря утечке информации из норвежской газеты Verden Gang, стало известно, что в 2017 году Андерс Брейвик написал письмо руководству тюрьмы Шиен, в котором впервые раскаялся в содеянном:
Я сожалею о том, что сделал 22 июля 2011 года. Если бы это было возможно, я бы сделал так, чтобы этого не было.
Письмо было написано в 2017 году вскоре после того, как Брейвик проиграл суд о нарушении его права на гуманное обращение в тюрьме из-за содержания в одиночной камере. Приглашённый для консультации психиатр Ранди Розенквист пришла к выводу, что контакты Брейвика с другими заключёнными допустимы, но есть высокий риск, что на него нападут.
В сентябре 2020 года адвокат Брейвика заявил, что планирует подать прошение об условно-досрочном освобождении в июле 2021 года по отбытии 10 лет заключения.
18 января 2022 года норвежский суд начал рассматривать вопрос о досрочном освобождении Брейвика. При входе в зал суда Брейвик выбросил руку в нацистском приветствии, на пиджак он прикрепил напечатанный на бумаге лозунг «Остановите ваш геноцид против наших белых наций». В ходе заседания Брейвик возложил вину за совершенные им теракты на неонацистскую сеть Blood and Honour, основанную в Великобритании. «Они несут всю полноту ответственности. Меня использовали в качестве их солдата». По словам Брейвика, его вина заключается только в том, что он «позволил радикализировать себя».
1 февраля 2022 года суд отказал Брейвику в условно-досрочном освобождении, разрешив подать повторное прошение не ранее чем через два года.
В ноябре 2024 Андерс Брейвик подал очередное ходатайство о своём условно-досрочном освобождении. По сообщениям газеты NRK, на суд он пришёл с выбритыми у себя на висках буквами «Z». Перед началом ему дали выступить перед прессой с краткой речью, и в ней он выразил поддержку России, Китаю, Ирану и Северной Корее, также сказал что не раскаивается в совершённых им преступлениях.

## Отражение в культуре
- Документальный фильм канала National Geographic «Норвежская бойня» 2012 года из цикла «Секунды до катастрофы»[90].
- С августа 2012 года по март 2013 года в Дании, Нидерландах и Швеции были поставлены три пьесы по мотивам манифеста Брейвика — «2083-Декларация независимости Европы». Ещё одна находится на стадии создания в Великобритании. Постановка пьес вызвала негодование среди родственников жертв и властей Норвегии[91].
- В октябре 2013 года норвежская журналистка Марит Кристенсон опубликовала книгу «Мать», основанную на интервью с Венке Беринг (матерью Андерса) после преступления сына. Несмотря на то, что сама мать Брейвика была против публикации, книга вызвала огромный резонанс в Норвегии[92].
- В 2015 году норвежская журналистка и писательница Осне Сайерстад написала книгу «One of Us: The Story of Anders Breivik and the Massacre in Norway»[93].
- Песня немецкой группы Ost+Front «Anders» посвящена Норвежскому стрелку[источник не указан 2541 день].
- Песня российской группы «Церковь Детства» «Голубоглазый Альбатрос» посвящена Брейвику[94].
- В 2018 году российский журналист Антон Чечулинский, который освещал теракты в эфире «Первого канала», написал художественную книгу на документальной основе «Язык Тролля. Роман-расследование дела Брейвика»[95].
- В марте 2018 года вышел норвежский художественный фильм режиссёра Эрика Поппе Utøya 22. juli.
- 10 октября 2018 года в прокат вышла криминальная драма режиссёра Пола Гринграсса «22 июля», рассказывающая о теракте, который совершил Брейвик.
- В песне российской рок-группы Louna «Против всех» есть следующая строчка: «В чём же цена либеральных идей, где Андерс Брейвик стреляет в детей?».
- Одна из песен российской рок-группы «Слот» из альбома F5 носит название «Брейвик-Шоу».
- В песне российского хип-хоп исполнителя Mnogoznaal «AMMO» есть следующие строчки: «Почему Брэйвик плакал так поздно? О чём думали дети в лапах у монстра?».

### Комментарии
1. ↑  Средневековый король Норвегии Сигурд I Крестоносец возглавлял Норвежский крестовый поход (1107—1110 гг.)